# Campbell Stuart

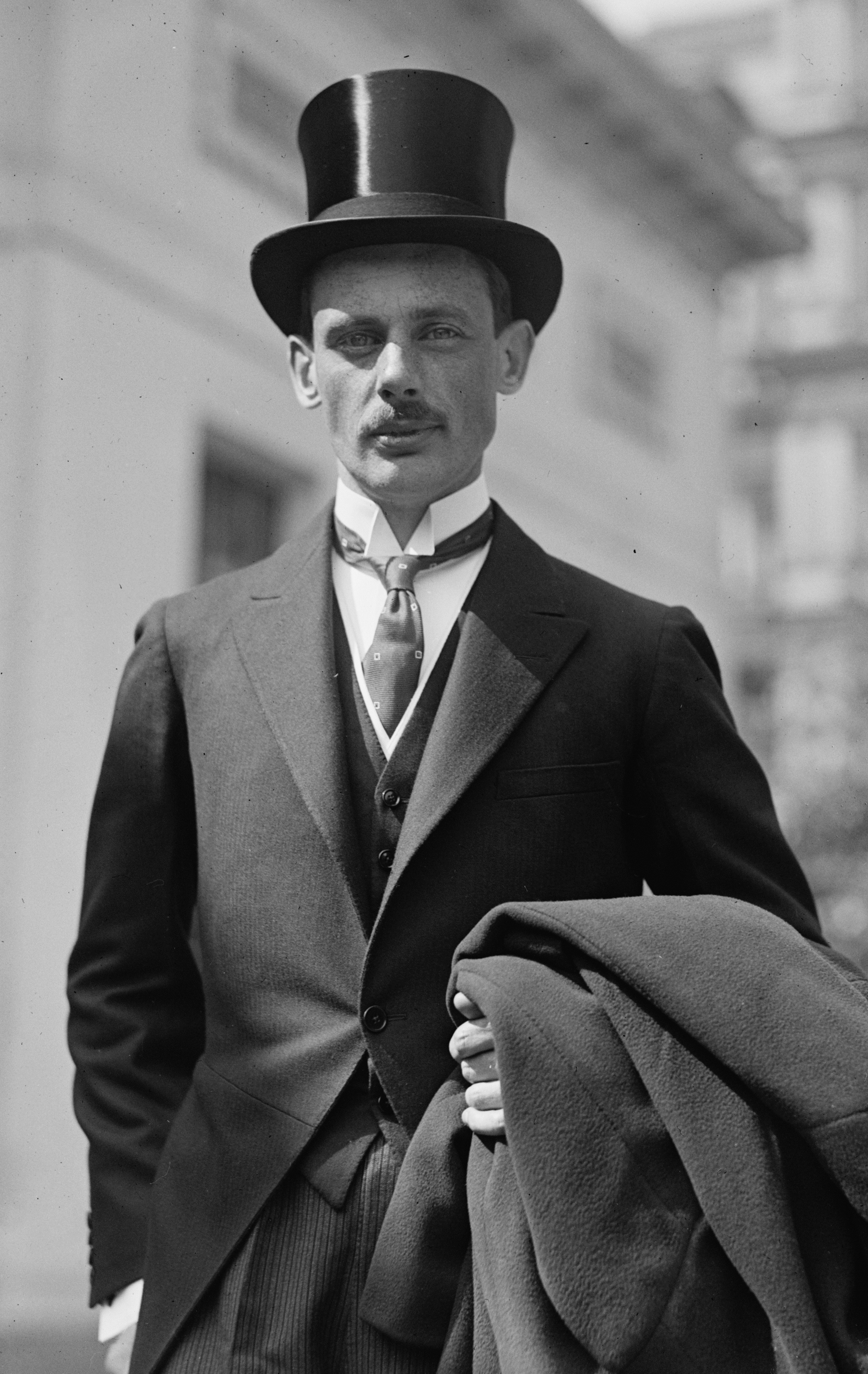
Campbell Stuart

Sir Campbell Arthur Stuart (* 5. Juli 1885 in Montreal; † 14. September 1972) war ein kanadischer Manager im angelsächsischen Zeitungsverlagsgeschäft, Offizier, Militärattaché und Propagandaleiter der Alliierten in beiden Weltkriegen.

## Leben
Stuart  stammte aus einer 1715 nach New York emigrierten, vermögenden Familie aus Buckinghamshire. 1916 kam er mit einem irisch-kanadischen Regiment und einem Empfehlungsschreiben an den Zeitungsverleger Alfred Harmsworth nach England. Als stellvertretender Militärattaché der britischen Botschaft ging er bald darauf nach Washington D.C. Der von David Lloyd George als Vorsitzender der British War Mission in die USA entsandte Harmsworth rekrutierte ihn als „Military Secretary“ für die Mission und George ernannte ihn zum Oberstleutnant. In New York bediente er die Interviewwünsche für Harmsworth.
Wegen des Erfolges der Mission – die USA traten auf Seiten der Entente in den Krieg ein – erhob man Harmsworth zum Viscount Northcliffe und Stuart mit 32 Jahren zum Knight Commander („Sir“) des Order of the British Empire. Ab Februar 1918 leiteten beide das Direktorat Propaganda für Feindländer des geheimen Ministry of Information im Londoner Crewe House (Curzon Street).
Nach dem Krieg demobilisiert, kehrte er nach Kanada zurück, wurde aber von Northcliffe als Londoner Generaldirektor der London Times eingesetzt, bald jedoch zum einfachen Direktor zurückgestuft. Ab 1923 vertrat er die kanadische Regierung beim „Pacific Cable Board“, das Kanada, Australien und Neuseeland 1902 mit Seekabeln vernetzt hatte. Auf der „Imperial Wireless and Cable Conference“ 1928 wurde er zum Vorsitzenden eines neu gegründeten „königlichen Kommunikationsberatungskomitees“ zur Kontrolle von Cable & Wireless ernannt.
Direkt nach Beginn des Zweiten Weltkrieges sollte Stuart erneut eine Propagandaorganisation gründen, welches das Department of Propaganda in Enemy Countries wurde und nach seiner damaligen Unterkunft im Department Electra House am Themseufer nur EH genannt wurde. Eventuell  wegen Kompetenzstreit mit dem Political Intelligence Department (PID), einer Geheimabteilung des Außenministeriums in der British Broadcasting Corporation (BBC), trat er zurück und leitete wieder das inzwischen in „Commonwealth Communications Council“ umbenannte Beratungskomitee. Als Cable & Wireless 1945 verstaatlicht wurde, trat Stuart zurück. Bis 1960 blieb er Direktor der „Times“.

## Schriften
- Secrets of Crewe House. The story of a famous campaign. Hodder&Stoughton, London 1920 (online).